# Hugh M. McAdoo
Hugh Montgomery McAdoo (* 24. November 1838; † 21. September 1894) war ein US-amerikanischer Politiker. Zwischen 1877 und 1879 war er als Präsident des Staatssenats faktisch Vizegouverneur des Bundesstaates Tennessee, auch wenn dieses Amt formell erst 1951 eingeführt wurde.

## Werdegang
Die Quellenlage über Hugh McAdoo ist nicht sehr gut. Auch seine Lebensdaten sind nur unter Vorbehalt zu betrachten. Sie entstammen der Quelle Find a Grave und nehmen nicht direkt Bezug auf den hier behandelten Politiker. Allerdings sprechen sein Beerdigungsort Waverly in Tennessee und seine Lebensdaten für eine hohe Wahrscheinlichkeit, dass es sich hierbei um die gleiche Person handelt. Sicher ist: Hugh McAdoo lebte zumindest zeitweise in Waverly, wo er im Jahr 1878 das nach ihm benannte Hugh McAdoo House erbaute. Er muss Jura studiert haben und praktizierte dann in Waverly als Rechtsanwalt.
Politisch schloss sich McAdoo der Demokratischen Partei an. Er war Abgeordneter im Repräsentantenhaus von Tennessee und Mitglied des Staatssenats, dessen Vorsitz er 1877 innehatte. Im Jahr 1877 wurde er als Präsident des Senats Stellvertreter von Gouverneur James D. Porter. Damit bekleidete er faktisch das Amt eines Vizegouverneurs. Dieses Amt war bzw. ist in den meisten anderen US-Bundesstaaten verfassungsmäßig verankert; in Tennessee ist das erst seit 1951 der Fall. Nach dem Ende dieser Tätigkeit ist er politisch nicht mehr in Erscheinung getreten.